# Csapi, Zala
Csapi  este un sat în districtul Nagykanizsa, județul Zala, Ungaria, având o populație de 164 de locuitori (2011). 

## Demografie
Componența etnică a satului Csapi
     Maghiari (85,09%)
     Romi (12,42%)
     Germani (2,48%)
Componența confesională a satului Csapi
     Romano-catolici (65,85%)
     Fără religie (9,76%)
     Reformați (3,66%)
     Atei (2,44%)
     Necunoscută (18,29%)
Conform recensământului din 2011, satul Csapi avea 164 de locuitori. Din punct de vedere etnic, majoritatea locuitorilor (85,09%) erau maghiari, existând și minorități de romi (12,42%) și germani (2,48%).  Din punct de vedere confesional, majoritatea locuitorilor (65,85%) erau romano-catolici, existând și minorități de persoane fără religie (9,76%), reformați (3,66%) și atei (2,44%). Pentru 18,29% din locuitori nu este cunoscută apartenența confesională.